# Taschkīl

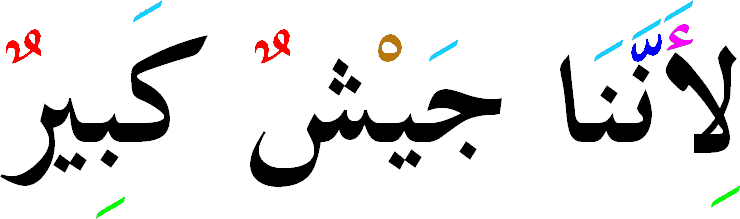
Beispieltext: li-ʾannanā ǧaišun kabīrun („weil wir ein großes Heer sind“) mit den Hilfszeichen Kasra, Hamza, Fatha, Schadda, Sukūn und Dammatan.

Taschkīl (arabisch تشكيل, DMG Taškīl), auch als Harakāt (arabisch حركات, DMG Ḥarakāt) bekannt, bezeichnet die Vokalisation der arabischen Konsonantenschrift mittels einer Reihe orthographischer Hilfszeichen. 
Da das arabische Alphabet nur Zeichen für Konsonanten und Langvokale (ā, ū, ī) enthält, wurde für die Kennzeichnung der Kurzvokale (a, u, i), der Nominalendungen (Nunation) und einiger lautlicher Besonderheit (wie Vokallosigkeit oder Konsonantenverdopplung) ein System kleiner Hilfszeichen entwickelt, welche ergänzend über oder unter den Konsonantenschriftzug gesetzt werden. Es handelt sich unter anderem um folgende Zeichen: 

- Fatha, ein kleiner Schrägstrich (3) oberhalb, steht für ein kurzes a.
- Kasra, ein kleiner Schrägstrich (3) unterhalb, steht für ein kurzes i.
- Damma, eine Art kleines Wāw (5) oberhalb, steht für ein kurzes u.

- zwei Ḍamma (als Ligatur: 6), Kasra oder Fatḥa (Ḍammatan, Kasratan oder Fatḥatan) kennzeichnen die Nominalendungen -un, -in und -an.

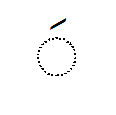
Fatha (kurzes „a“)
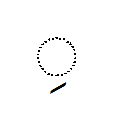
Kasra (kurzes „i“)
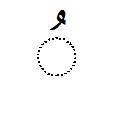
Damma (kurzes „u“)
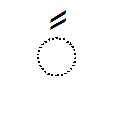
Fathatan („-an“)
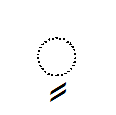
Kasratan („-in“)
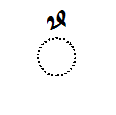
Dammatan („-un“)

- Sukūn (im Wortauslaut auch Dschazma), ein kleiner Kreis (2a, auch 2b) oberhalb, bedeutet, dass auf den Konsonanten kein Vokal folgt.

- Schadda (auch Taschdīd genannt), eine Art kleines Sīn (1) oberhalb, markiert eine Verdopplung (Gemination) des Konsonanten.

Fatḥa und Ḍamma werden über, Kasra direkt unter das Schadda gesetzt.
Fatḥa vor (in arabischer Schreib- und Leserichtung) einem Wāw mit Sukūn bezeichnet den arabischen Diphthong au; Fatḥa vor einem Yā' mit Sukūn bezeichnet den arabischen Diphthong ai. 
- Hamza (7) steht für den Glottisöffnungs- oder Knacklaut, also einen Stimmabsatz, und hat (gemäß recht komplizierten Regeln) fast immer einen Trägerbuchstaben (Alif, Wāw oder Yā')
- Wasla (9) steht für das sog. „Verbindungs-Hamza“ am Wortanfang, das (um eine Doppelkonsonanz zu vermeiden) nicht als Glottisschlag gesprochen wird. Es steht stets über einem Alif.
- Madda (8) steht für die Lautfolge (Trennungs-)Hamza + langes ā und dient zur Vermeidung zweier aufeinanderfolgender Alifs. Es steht ebenfalls immer über einem Alif.

- Alif chandscharīya (ʾAlif ḫanǧarīya), das „Dolch-Alif“ – wissenschaftlich auch perpendikuläres Alif genannt – (4), steht, oberhalb gesetzt, für ein langes ā (das nicht durch ein normales Alif im Konsonantenschriftzug markiert ist).

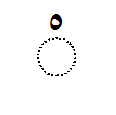
Sukūn (kein Vokal)
Schadda (langer Konsonant)
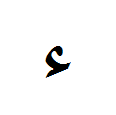
Hamza
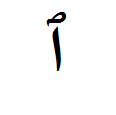
Alif mit Wasla
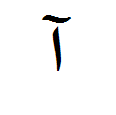
Alif mit Madda
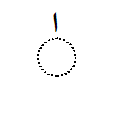
„Dolch-Alif“

Diese Zusatzzeichen werden jedoch fast ausschließlich in Korantexten, Gedichten und Büchern für Sprachlernende verwendet. In Zeitungen und sonstigen Büchern findet man sie in der Regel nicht (es sei denn als Lesehilfe bei schwierigen Fremdwörtern). Um einen normalen, d. h. unvokalisierten Text lesen zu können, muss man die Aussprache jedes Wortes also bereits (auswendig) kennen oder zumindest die grammatikalischen Strukturen, das Wurzelsystem und die Modellstrukturen der arabischen Sprache beherrschen.